# 林翠蓮
林翠蓮，MH（1966年1月27日—2017年12月17日），前香港東區區議會區議員。自1994年當選區議員開始便一直參與社會服務工作，曾任自由黨常務委員會委員。
林翠蓮屬於自由黨內的「基層」，是少數的「屋邨」議員，在黨內以敢於反映意見，以致和其政黨管理層對抗為傳媒所知。2006年9月，她為第二梯隊出頭發起聯署信，促使自由黨回應政府要增設副局長和局長助理的建議，當時盛傳自由黨對她存在不滿，2008年代表自由黨參與立法會香港島選區地區直選但落選。2011年，林翠蓮退出自由黨並自組政黨T Party。2017年12月17日，林翠蓮病逝，終年51歲。

## 政治生涯
1998年香港立法會選舉，林翠蓮參加過以黃英琦為首、曹聖玉為團隊成員組成的自由黨名單，參加香港島立法會直選，最後整張名單均告落選。
2006年7月21日，林翠蓮在東區區議會的經濟及勞工事務委員會，發表以「推動東區地區經濟、發展旅遊文化新重心」為題的建議，在北角興建供粵劇等表演的永久場地，以延續粵劇在北角新光戲院的傳統，發展以旅遊為主題的地區經濟項目，獲區議會支持一致通過。 及後，亦組織過建議書及發出過致特首的公開信，惟建議在一片只顧西九龍文娛藝術區的政府聲音下被壓低，至今東區區議會部份議員對此仍在繼續爭取。
2007年，林翠蓮藉政制發展綠皮書諮詢，計劃聯署提出「政治生態階梯」方案，建議在2012年首先增加五至十名由十八區區議員提名，並由五個立法會選區每區選民一人一票普選出的立法會議員。並規定由區議會進身的立法會議員不准競逐連任，若要連任必須循地方選區直選，此舉確保能夠為立法會帶來新血。方案甚至獲民主黨區議員包括胡志偉及甘乃威支持，但後來因各黨內「大佬」力壓下，聯署告吹。
2008年香港立法會選舉，以林翠蓮為首的自由黨名單參加香港島直選，最後落選。
林翠蓮曾輕微中風，2017年2月到尼泊爾旅行期間再度中風，至同年12月17日凌晨病逝，終年51歲。

## 公職
曾擔任公職包括：
- 香港房屋委員會及房屋署 - 房委會委員[11]
- 衛生福利及食物局食物及環境衛生諮詢委員會委員
- 上訴委員會（遊戲機中心）委員
- 自置居所津貼上訴委員團成員
- 香港藝術行政人員協會理事
- 笑笑小劇團主席